# Akihiko Okamura
Pour les articles homonymes, voir Okamura.
Akihiko Okamura (岡村 昭彦, Okamura Akihiko) (1er janvier 1929 - 24 mars 1985) est un photographe japonais, lauréat de l'édition 1965 du prix de la Société de photographie du Japon.